# Dianthus tarentinus
Dianthus tarentinus là loài thực vật có hoa thuộc họ Cẩm chướng. Loài này được Lacaita mô tả khoa học đầu tiên năm 1911.